# Spoladea mimetica
Spoladea mimetica är en fjärilsart som beskrevs av Munroe 1974. Spoladea mimetica ingår i släktet Spoladea och familjen Crambidae. Inga underarter finns listade i Catalogue of Life.